# Centrala tibetanska administrationen

Tibets nationalvapen

Centrala tibetanska administrationen, officiellt namn Hans helighet Dalai Lamas centrala tibetanska administration, är en exilregering som leds av Tenzin Gyatso, vilken gör anspråk på att vara den rättmätiga och legitima regeringen för Tibet. Exilregeringen kallas ofta för den Tibetanska exilregeringen och har sitt säte i Gangchen Kyishong utanför  Dharamsala i Indien.
Exilregeringen har sitt ursprung i Dalai Lamas regering som styrde Tibet före Folkrepubliken Kinas ockupation av landet 1950-51. Enligt Sjuttonpunktsöverenskommelsen 1951 fick i Dalai Lamas regering fortsätta att styra Tibet tillsammans med de kinesiska myndigheterna i väntan på att en autonom region grundades. När det tibetanska upproret bröt ut i mars 1959 flydde Dalai Lama till Indien, där han förlade den centrala tibetanska administrationen. Mer än 100 000 tibetaner är bosatta i Dharamsala och exilregeringen utövar viktiga statliga funktioner för tibetaner i regionen.
Efter kulturrevolutionens slut 1976 har exilregeringen fört förhandlingar med kinesiska kommunistpartiets avdelning för enhetsfronten, men inga genombrott har skett i samtalen. 
Sedan 1991 är den tibetanska exilregeringen medlem i Unrepresented Nations and Peoples Organisation.